# Molinella
Molinella (emilián nyelven La Mulinèla) település Olaszországban, Emilia-Romagna régióban, Bologna megyében. Lakosainak száma 15 636 fő (2023. január 1.). Molinella Argenta, Baricella, Budrio és Medicina községekkel határos.

## Népesség
A település lakossága az elmúlt években az alábbi módon változott:
| Lakosok száma | 15 653 | 15 642 | 15 636 |
|               | 2017   | 2018   | 2023   |